# معماری زبره‌کاری
زبره‌کاری یا معماری بروتالیست (به انگلیسی: Brutalist Architecture)، سبکی از معماری است که در آن ساختمان‌ها کلاً با بتن زبره و بدون روکش و دیگر عناصر کاربردی، به عبارتی عریان و عاری از زینت اجرا می‌شوند. اصطلاح زبره‌کاری (بروتالیسم) در ۱۹۵۴ در فرانسه و بریتانیا برای توصیف این شیوه به کار رفت.

## اصطلاح بروتالیسم
معماران بریتانیایی به نام‌های آلیسون و پیتر اسمیتسون برای اولین بار، این اصطلاح را در سال ۱۹۵۳ میلادی ابداع کردند. این اصطلاح ریشه در واژهٔ فرانسوی بتن بروت به معنای «سیمان خام» دارد، عبارتی که لو کوربوزیه برای تشریح شیوه استفاده خاصش از سیمان استفاده می‌کرد، شیوه ای که بسیاری از بناهای پس از جنگ جهانی دومش را با آن ساخت. این اصطلاح پس از این که رینر بنهام، منتقد معماری، در عنوان کتابش: معماری بروتالیست نوین: اخلاقیات یا زیبایی‌شناسی؟ در سال ۱۹۶۶ میلادی به کار برد، رواج بسیاری پیدا کرد. مضمون کتاب توصیف برخی دیدگاه‌های معمارانه بود که اخیراً در اروپا رایج شده بود.
سبک معماری بروتالیست و سبک تئوریک معماری شهری به نام معماری بروتالیست نوین ممکن است به عنوان دو جنبش متفاوت شناخته شود، هرچند که این اصطلاحات اغلب به شکلی تبادل‌پذیر استفاده می‌شوند. معماری بروتالیست نوین اعضای بریتانیایی گروه ۱۰، آلیسون و پیتر اسمیتسون، بیشتر به اصلاح نظری سی‌آی‌ای‌ام مربوط است (در معماری و شهرنشینی) تا به بتن بروت. رینر بنهام این تفاوت را در عنوان کتابش: معماری عریان نوین: اخلاقیات یا زیبایی‌شناسی؟، قاعده‌مند کرد.

## ویژگی‌ها
ساختمان‌هایی معماری بروتالیست را اغلب می‌توان از هندسهٔ مکرر گوشه‌دار قابل توجه آن‌ها و همچنین نمایان‌سازی بافت فرم‌های چوبی در بناهایی که در ساخت آن‌ها از سیمان استفاده شده، بازشناخت. اگرچه سیمان از مصالحی است که بیشترین استفاده را در معماری بروتالیست دارد ولی لزوماً نمی‌توان سیمان را جزئی جدا ناپذیر از این معماری دانست. یک ساختمان زمانی جزئی از معماری بروتالیست محسوب می‌شود که نمایی چهارگوش، قالب دار و خشن را از طریق مصالح ساختمانی، شکل و در برخی موارد تأسیسات بیرونی اش به نمایش بگذارد. برای مثال: تعداد زیادی از خانه‌های شخصی که آلیسون و پیتر اسمیتسون طراحی کرده‌اند از آجر ساخته شده‌اند.
از دیگر مصالح مورد استفاده در معماری بروتالیست می‌توان از آجر، شیشه، فولاد، سنگ‌های ناصاف و گابیون (که به اسم تراپیون هم شناخته می‌شود) نام برد. به‌طور معکوس، نمی‌توان تمام بناهایی را که نمای بیرونی سیمانی دارند جزئی از معماری بروتالیست به‌شمار آورد، این بناها ممکن است به طیف دیگری از سبک‌های معماری مثل کانستراکتیویسم (ساختارگرایی)، سبک‌های بین‌المللی، اکسپرسیونیسم، پست مدرنیسم یا معماری ساختارشکن، تعلق داشته باشد.
موضوع رایج دیگر در طراحی‌های معماری بروتالیست این است که بیننده با دیدن نمای خارجی ساختمان می‌تواند به کارکرد و خاصیت وجودی آن پی ببرد. در بنای شهرداری بوستون که در سال ۱۹۶۲ طراحی شده است، بخش‌های برجسته و بیرون زدهٔ بنا، اشارهٔ واضحی به ماهیت خاص اتاق‌های پشت دیوارش مثل دفتر شهردار یا دفاتر شورای شهر دارد. از نقطه نظری دیگر، در طراحی مدرسه هانستاتون، مخزن آب ساختمان که معمولاً در جایی داخل بنا پنهان می‌شود، در این‌جا آشکارا بالای برج بنا و در معرض دید قرار گرفته‌است.
معماری بروتالیست به عنوان فلسفه‌ای خاص در معماری، بیش از آن که سبک محسوب شود، نوعی ایدئولوژی آرمانی سوسیالیستی به حساب می‌آید که از طریق طراحانش به ویژه آلیسون و پیتر اسمیتسون حمایت می‌شود. منتقدان عقیده دارند که ماهیت تجریدی معماری بروتالیست باعث می‌شود که علی‌رغم هدف سازندگان، بناهای آن به جای این که حالتی محافظ و جمع‌کننده داشته باشند بیشتر ظاهری غیردوستانه و خاموش از خود نشان بدهند. نقد دیگری که به معماری بروتالیست وارد است، بی‌توجهی آن به فضای اطراف بنا از لحاظ ساختار معماری، اجتماعی و تاریخی است. این مسئله باعث می‌شود که بناها در فضای اطراف خود بیگانه و نا به جا به نظر برسند. عدم استقبال مثبت عوام از فرم کارهای اولیهٔ این سبک، که احتمالاً می‌توانست به خاطر اضمحلال شهری پس از جنگ جهانی دوم به ویژه در بریتانیا باشد، باعث عدم محبوبیت ایدئولوژی این سبک معماری شد.

## تاریخچه
شناخته شده‌ترین معمار اولیه این سبک را می‌توان لوکوربوزیه معمار سوییسی دانست، از کارهای او در این سبک می‌توان از مجتمع مسکونی هبیتاسیون (۱۹۵۲) و ساختمان سکرتاریات در چاندیگار هند (۱۹۵۳) نام برد. حرکت معماری بروتالیست در بریتانیا به ویژه در اواسط قرن بیستم شتاب بالایی پیدا کرد چرا که بعد از افت اقتصادی پس از جنگ جهانی دوم نیاز به بناهایی با ساخت و طراحی ارزان برای ایجاد مسکن‌ها، مراکز خرید و ساختمان‌های دولتی کم هزینه بود. با این حال، برخی معماران حتی با وجود داشتن بودجه زیاد این سبک معماری را انتخاب می‌کردند، چرا که شیفته ماهیت صادقانه، تندیس وار، ضد بورژوایی و سازش‌ناپذیر شده بودند. معماری بروتالیست در ترکیب با اهداف ترقی خواهانه اجتماعی لوکوربوزیه در بنای یونیته گزینه‌ای مثبت برای حرکت رو به جلو در طراحی مساکن شهری محسوب می‌شد ولی در عمل بسیاری از بناهای ساخته شده در این سبک به جای این که دارای ویژگی‌های تأسیسات اجتماعی ای باشند که در نظر لوکوربوزیه بود، تبدیل به بناهایی تنگ و محصور و مکانی مناسب برای انواع بزهکاری شدند. باغ رابین هود را می‌توان نمونه‌ای بدنام از این دست به‌شمار آورد، هرچند بسیاری از مشکلاتش در سال‌های اخیر حل شده‌است. دهه‌ها زمان برد تا برخی از این بناها تبدیل به مکان‌هایی مثبت برای زندگی شدند. سردی خشن و ناصاف سیمان جاذبهٔ خود را زیر آسمان خاکستری و نمناک از دست داد و مصالح دژ مانندش که ادعا می‌شد مقاوم در برابر هرگونه خرابکاری هستند در برابر قوطی‌های رنگ گرافیتی آسیب‌پذیر می‌ کردند.

## شخصیت‌های برجسته
در بریتانیا، از دیگر معماران وابسته به این جنبش می‌توان از ارنو گلدفینگر، زوج پیتر و آلیسون اسمیتسون و دنیس لسدون نام برد. در استرالیا سه نمونه از بهترین آثار معماری بروتالیست عبارت است از گالری هنر کویینز لند اثر رابین گیبسون، کتابخانهٔ فیشر در دانشکده سیدنی اثر کن وولی و دیوان عالی استرالیا در کنبرا ساختهٔ کالین مدیگان. بناهای سازمانی و دولتی جان اندروز نیز در استرالیا نمایانگر همین سبک هستند. در آسیا نیز ساختمان‌هایی دولتی اثر لوییس کان وجود دارند. پل رودولف و رالف رپسون هر دو معماران برجسته‌ای در این زمینه محسوب می‌شوند. والتر نچ نیز برای ساخت بناهای آکادمیک به این روش شهرت دارد. مارسل برور به خاطر روش ملایمش در این سبک شناخته شده‌است، او معمولاً به جای استفاده از گوشه‌های زاویه دار از منحنی استفاده می‌کند. کلوریندو تستا در آرژانتین بانک لندن و آمریکای جنوبی را خلق کرد که از بهترین نمونه‌های دهه ۵۰ هستند. اخیراً مدرنیست‌های بیشتری از جمله آی ام پی و تادائو آندو آثار برجسته‌ای در این زمینه طراحی کرده‌اند. در برزیل مدرسه پائولیستا نماد این سبک شناخته می‌شود و در کارهای برنده جایزه نوبل معماری یعنی پائولا مندز داروخا نیز خود را نشان می‌دهد(۲۰۰۶). در فیلیپین، لیوندرو لوسکین ساختمان‌های عظیمی از این دست طراحی کرد مثل مرکز فرهنگی فیلیپین و مجمع بین‌المللی فیلیپین. در نیوزلند، مایلز وارن و شرکتش «وارن و ماهونی»، مدرسهٔ معماری را تأسیس کردند که در آن سبک معماری بروتالیسم را با ارزش‌های مستقیم و بی پردهٔ معماری ژاپنی و اسکاندیناویایی ترکیب کردند. بناهای ساخت وارن تأثیر عمده‌ای در معماری ساختمان‌های عمومی نیوزلند گذاشته‌است.

## دانشگاه‌ها و فضاهای کالج
در اواخر دهه ۶۰، تعداد زیادی از کالج‌های آمریکای شمالی دستخوش تغییر و گسترش شدند، در نتیجه، تعداد زیادی از دانشگاه‌ و کالج های کانادایی و آمریکایی با این سبک معماری ساخته شدند که اولین آن‌ها دانشگاه هنر و معماری یل اثر پل رودولف در سال ۱۹۵۸ بود. طراحی رودولف برای دانشگاه دارتموث ماساچوست نمونه‌ای کامل از معماری بروتالیست است. والتر نچ نیز بنای دانشگاه ایلینوای شیکاگو را کاملاً بر اساس یک طرح مجرد و یکپارچه تحت تأثیر این سبک طراحی کرد. حلقهٔ داخلی اصلی دانشگاه کالیفرنیا توسط گروهی از معماران به رهبری ویلیام پریرا، به روشی که معماری بروتالیست کالیفرنیایی می‌نامید، طراحی شد.
نمونه‌های خارج از آمریکا، شامل این بناها می‌شوند: کتابخانه مک لنان، تالار برنساید و ساختمان استفان لیکاک در دانشگاه مک گیل در مونتریال، بخش اعظم محوطه دانشگاه و کالج بلفیلد دوبلین، فضای بزرگ آکادمیک کتابخانه بنت در دانشگاه سیمون فریزر، بنای دانشگاه تورنتو اسکاربرو از جان اندروز، بنای دانشگاه تورنتو میسیسوگا از ویلیام جی دیویس و کتابخانه رابرتز در دانشگاه تورنتو واقع در شهر تورنتو، بخش‌های مهمی از دانشگاه یورک در تورنتو، دانشگاه انگلیسی کولومبیا در ونکوور، دانشگاه دلفت در هلند، دانشگاه رند افریکانز در جوهانسبورگ، دفتر رئیس دانشگاه مالایا در مالزی، دانشگاه‌های مک کواری، فلیندرز و کورتیندر در استرالیا . دانشگاه اس اس سیریل و متودیوس در اسکوپجهدر مقدونیه . دانشگاه کانتربوری و بخش‌های از محوطهٔ دانشگاه اوکلند سیتیدر زلاند نو. دانشگاه لیسستر اثر چارلز ویلسون، دادگاه هاروی، کالج کایس و گانویل، کالج کمبریج و چرچیل، خانه دونلم و کمبریج، دانشگاه دورهام (۱۹۶۵) و دانشگاه یورک (۱۹۶۳) همگی در کنار دانشگاه لیدز در بریتانیا نمونه‌هایی برجسته به‌شمار می‌آیند. بنای یونی دوفور در دانشگاه ژنو که واقع در مرکز ژنو و نزدیک خانه اپرا و پلیس نووه در ژنو در سوئیس است.

## انتقادات وارد بر معماری بروتالیست و نحوه برخورد با آن‌ها
معماری بروتالیست منتقدان سرسختی دارد از جمله چارلز سوم، پادشاه بریتانیا. سخنرانی‌ها و نوشته‌هایش همیشه انتقادات سختی بر معماری عریان وارد داشته‌اند، و بسیاری از بناها را تنها توده‌ای از سیمان خوانده‌اند. بیشتر انتقادات به خاطر طراحی بنا نیست بلکه بیشتر به خاطر نمای سیمانی آن‌ها است، به این دلیل که سیمان در هوای مرطوب و در اقلیم ابری اقیانوسی به ویژه در شمال غربی اروپا دوام چندانی ندارد و به سرعت ظاهر خود را از دست می‌دهد. در این آب و هوا سیمان با لکه‌های آب یا حتی گاهی خزه و گلسنگ ورقه ورقه می‌شود و باعث زنگ زدگی آرماتورها می‌شود. در دانشگاه اورگان، اعتراض و تنفر دانشجویان نسبت به این نوع معماری دانشگاه، به استخدام کریستوفر الکساندر و آغاز پژوهش اورگان در اواخر دهه ۷۰ انجامید.
در سال‌های اخیر، برخی از این بناهای رسیدگی نشده، تخریب یا بازسازی یا با ساختمان‌های جدید جایگزین شده‌اند. علی‌رغم موفقیت برخی از این آثار همچنان روند تخریب آن‌ها ادامه دارد.
تئودور دَلرِمپِل، نویسندۀ، فیزیک‌دان و مفسر سیاسی بریتانیایی برای روزنامه سیتی ژورنال در مقاله‌ای نوشت که معماری بروتالیست محصول فلسفه توتالیتاریانیسم اروپایی و دارای نقص اخلاقی، روحانی و عقلانی است. او ساختمان‌ها را سنگدل، غیرانسانی، مهیب و غول پیکر خواند. از نظر او بتن آرمه با گذر زمان زشت، خرد و پوسیده می‌شود و لک برمی‌دارد و همین باعث می‌شود که نسبت به سبک‌های دیگر معماری ارجحیت نداشته باشد.
ماتیو اگلسیاس، مفسر مجله ثینک پروگرس، معتقد است که بنایی مثل ساختمان شهرداری در بوستون باعث شده که آن ناحیه روح خوشایند و مثبت خود را از دست بدهد.

## تجدید فعالیت
اگرچه جنبش معماری بروتالیسم از بعد از اواسط دهه ۱۹۸۰ دیگر مرده به حساب می‌آید و جای خود را تا حد زیادی به اکسپرسیونیسم ساختاری و ساختارشکنی داده‌است، ولی اخیراً سعی در به روز کردن خود داشته‌است. بسیاری از جنبه‌های خشن خود را ملایم تر و ظریف تر کرده‌است، نماهای سیمانی روکشی ماسه‌ای پیدا کرده‌اند که باعث می‌شود سنگ نما به نظر برسند، گاهی نیز با گچ یا عناصر پیش‌ساخته و طرح دار ترکیب می‌شوند. از معماران مدرنیست که در پروژه‌های اخیر خود به این رویکرد روی آوردند می‌توان از استیون ارلیش، ریکاردو لگورتا و جین وانگ نام برد. شرکت ویکتور گورن و شرکایش با نونما کردن همین سبک چند ساختمان دادگستری طراحی کرده‌اند. معماران آمریکای لاتین نیز در سال‌های اخیر در مقیاسی کوچکتر به احیای این سبک پرداخته‌اند. معماری بروتالیست اخیراً در اسراییل نیز به خاطر حسی که از امنیت و استحکام به دست می‌دهد دوباره احیا شده‌است. با به وجود آمدن لیتراکان که نوعی سیمان نیمه شفاف است، ممکن است دوباره شاهد موج جدید بناهایی از این سبک باشیم.
حتی در بریتانیا که این سبک زمانی بیشترین شیوع را داشت (و بعدها مورد بیشترین ناسزا قرار گرفت)، اخیراً از سال ۲۰۰۶ به بعد بناهایی با معماری بروتالیست به روز شده ساخته شده‌اند از جمله ساختمان مارش مورگان در خیابان سنتاور در لمبث در لندن و بنای الدر و کانون در گلاسکو در اسکاتلند. در لیست نامزدهای جایزه استرلینگ ۲۰۰۵، تعدادی بنا وجود داشت (برجسته‌ترین آن‌ها، ساختمان مرکزی بی ام دبلیو ساخته زاها حدید و بنایی که برنده نهایی شد یعنی ساختمان پارلمان اسکاتلند اثر انریک میرالس) که در نمای آن‌ها میزان زیادی سیمان به کار رفته بود، چیزی که نه سال پیش زمانی که این جایزه دایر شد از لحاظ زیبایی‌شناسی غیرقابل قبول به حساب می‌آمد.
به تازگی ارزیابی دوباره‌ای از معماری بروتالیست شده‌است که منجر به درک ارزش آن شده‌است، امروز دلیل ناکارآمدی این سبک را بیش از آن که به خاطر طراحی‌هایش بدانند، نتیجهٔ عدم مدیریت، تعمیرات و حفاظت ناکافی از این بناها می‌دانند. در سال ۲۰۰۵، شبکه چهار تلویزیون انگلستان مستندی به نام من عاشق رنگ نارنجی هستم پخش کرد که در آن میراث معماری عریان را مثبت ارزیابی می‌کرد. برخی از این بنا اکنون تاریخی به حساب می‌آیند و برخی دیگر مثل مدرسه علوم دینی سنت پیتر توسط بخش معماری مجله پراسپکت جز بهترین بناهای پس از جنگ جهانی دوم در اسکاتلند شناخته می‌شوند و بر سر نگهداری و حفاظت از آن‌ها دائماً منازعه وجود دارد. جمعیت قرن بیستم بارها علیه تخریب مرکز ترایکرن، ترینیتی و پارکینگ چند طبقه مبارزه کرده‌است.

## نگارخانه

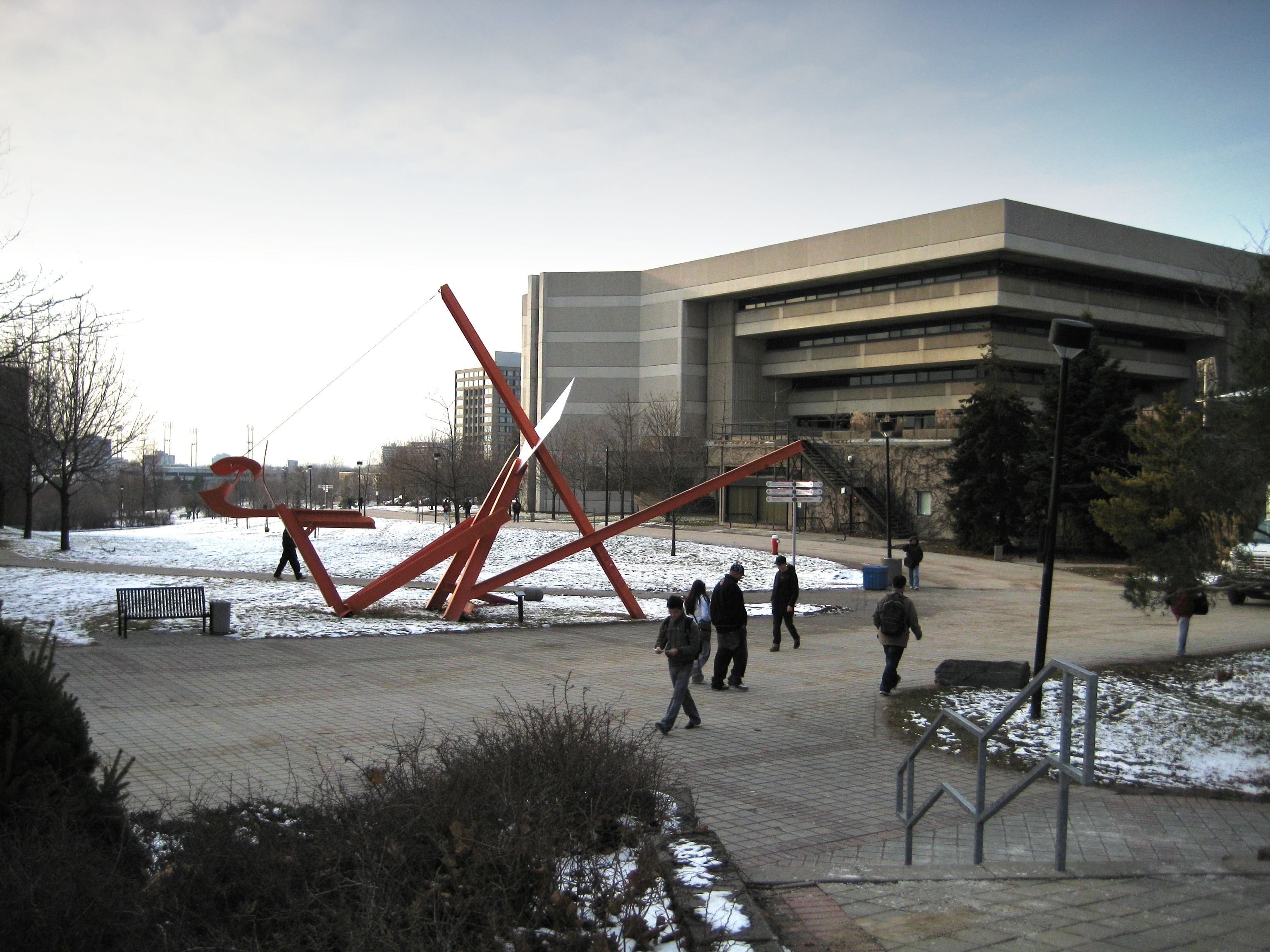
کتابخانه اسکات، دانشگاه یورک (کانادا)، تورنتو، انتاریو
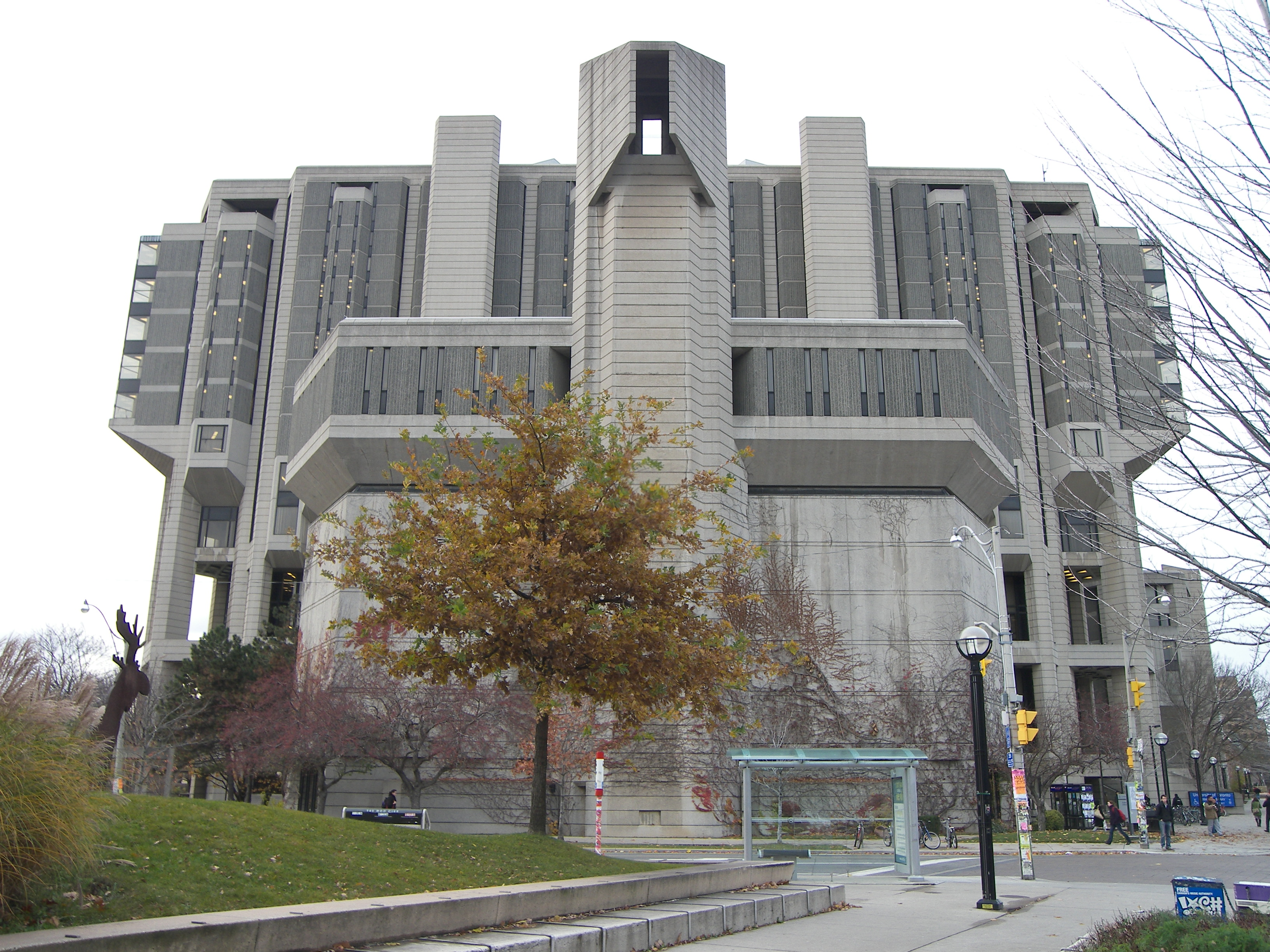
کتابخانه روبارتس، دانشگاه تورنتو، مرکز شهر تورنتو، انتاریو
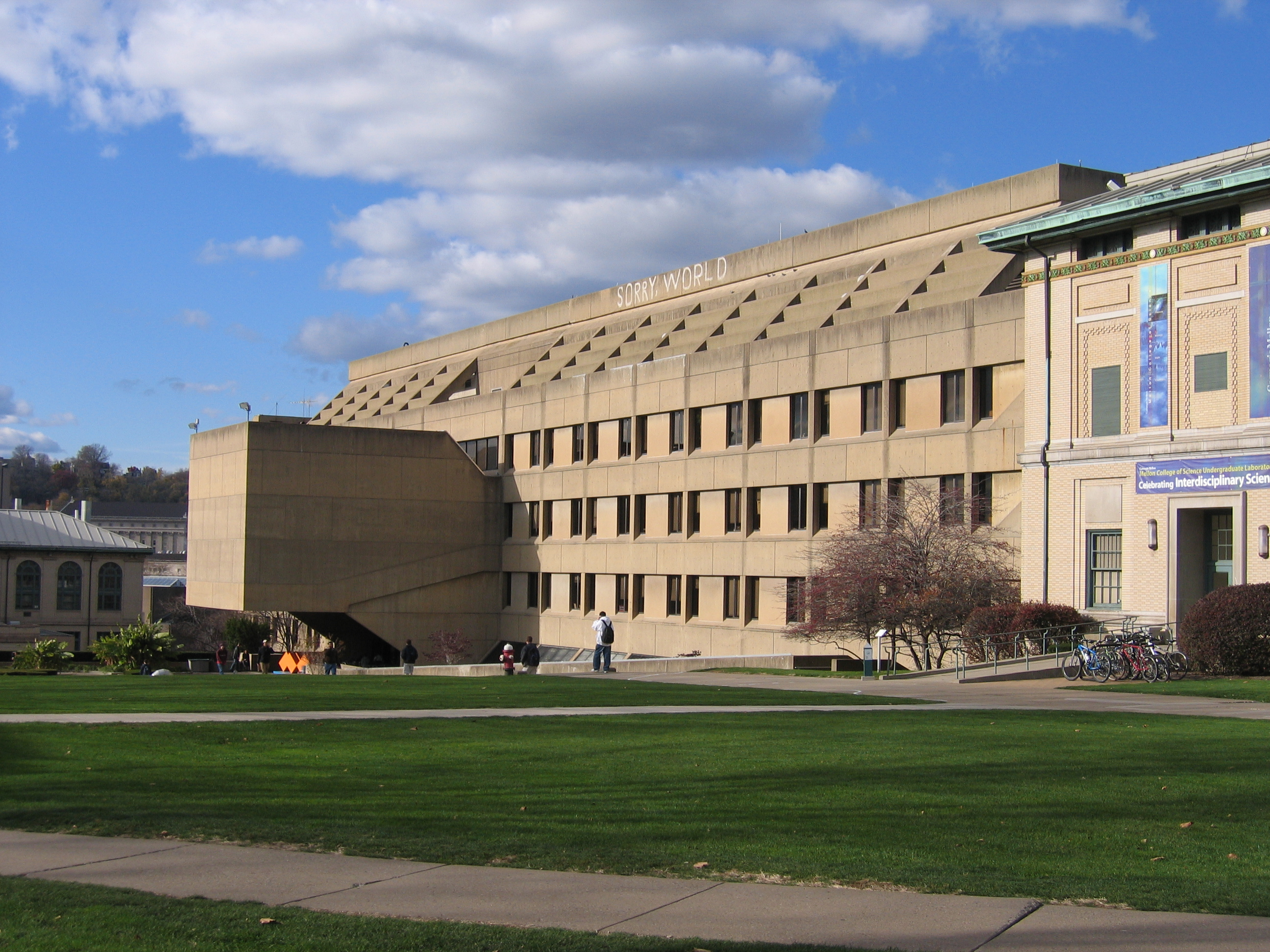
وان هال، دانشگاه کارنگی ملون،  پیتسبورگ
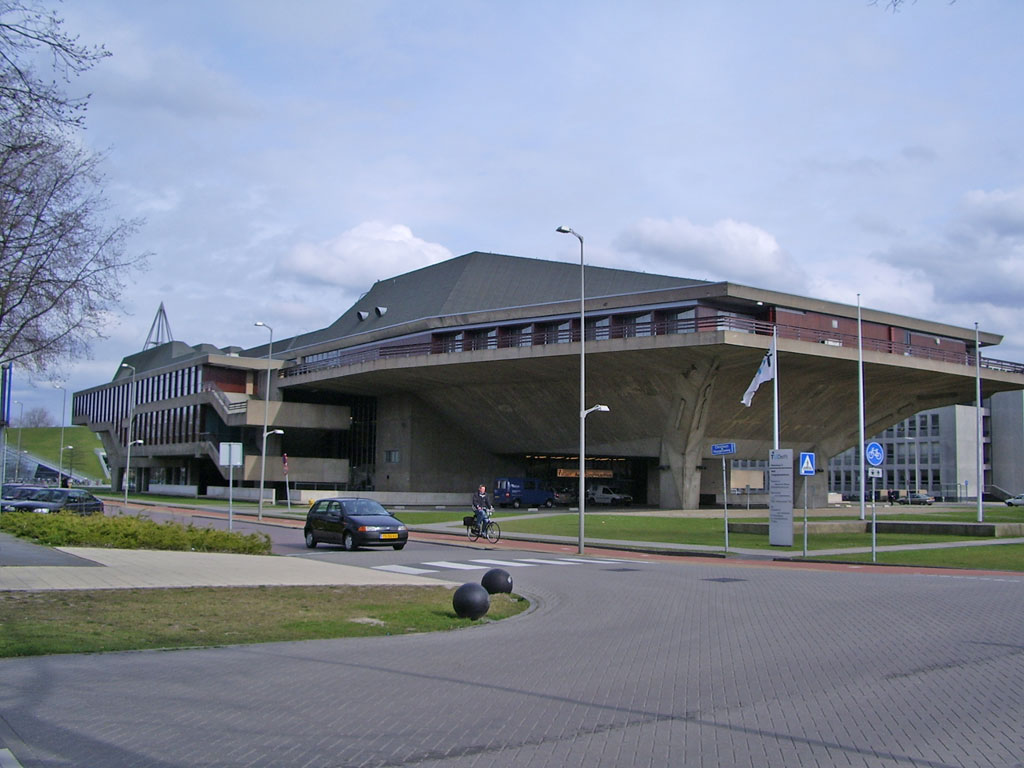
دانشگاه فناوری دلفت، هاله، هلند
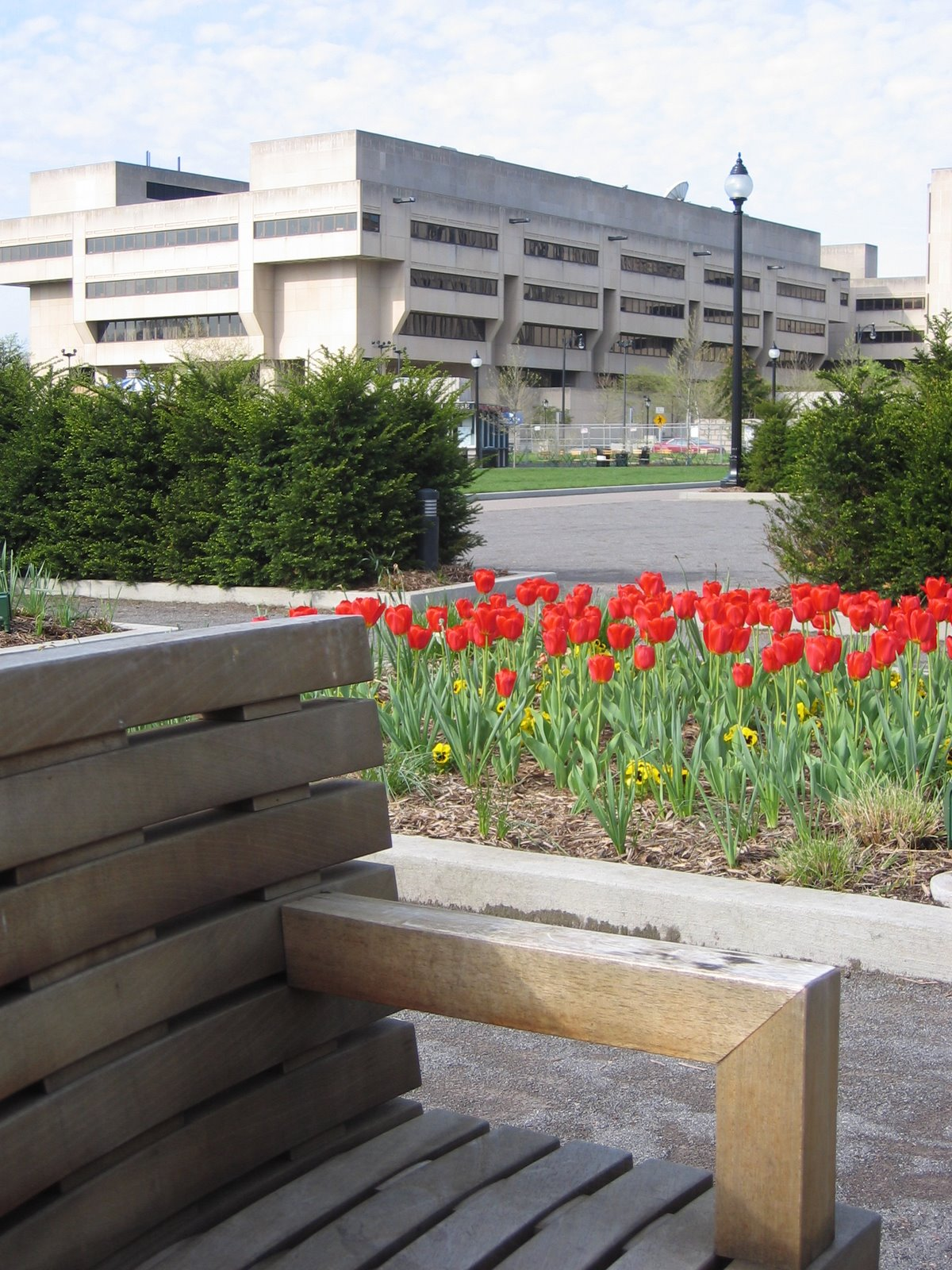
تالار پوسوار در دانشگاه پیتسبورگ
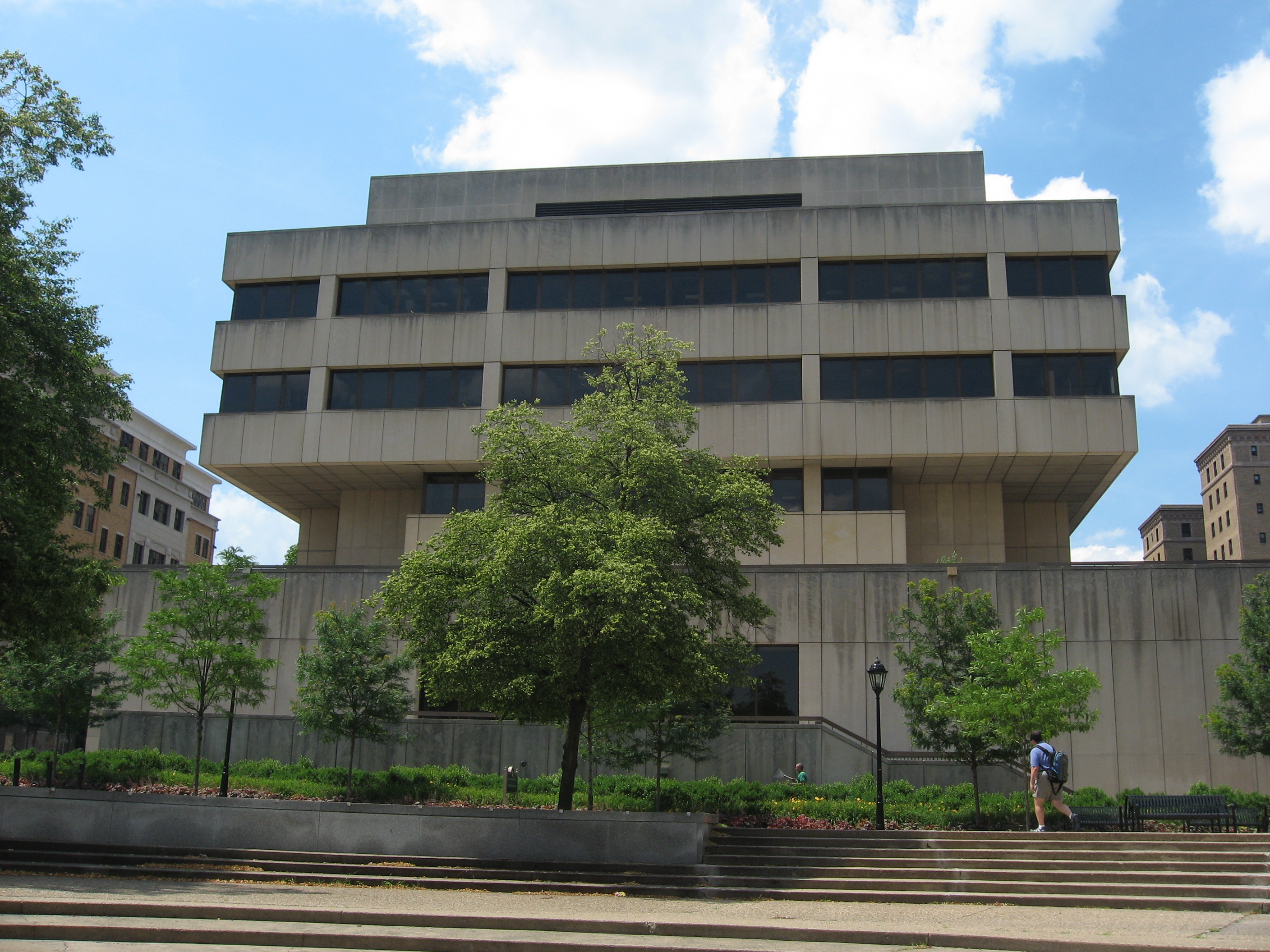
ساختمان حقوق بارکو در دانشگاه حقوق دانشگاه پیتسبورگ
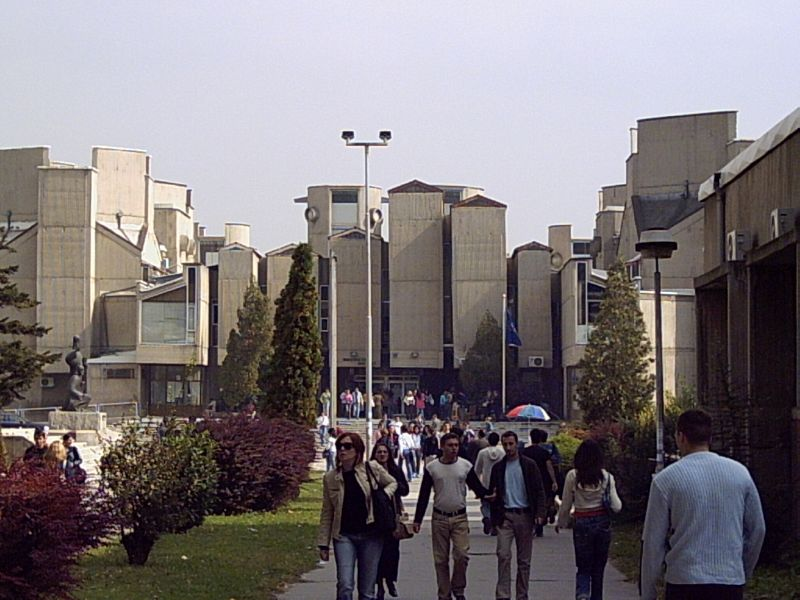
اس اس. دانشگاه سیریل و متدیوس اسکوپیه
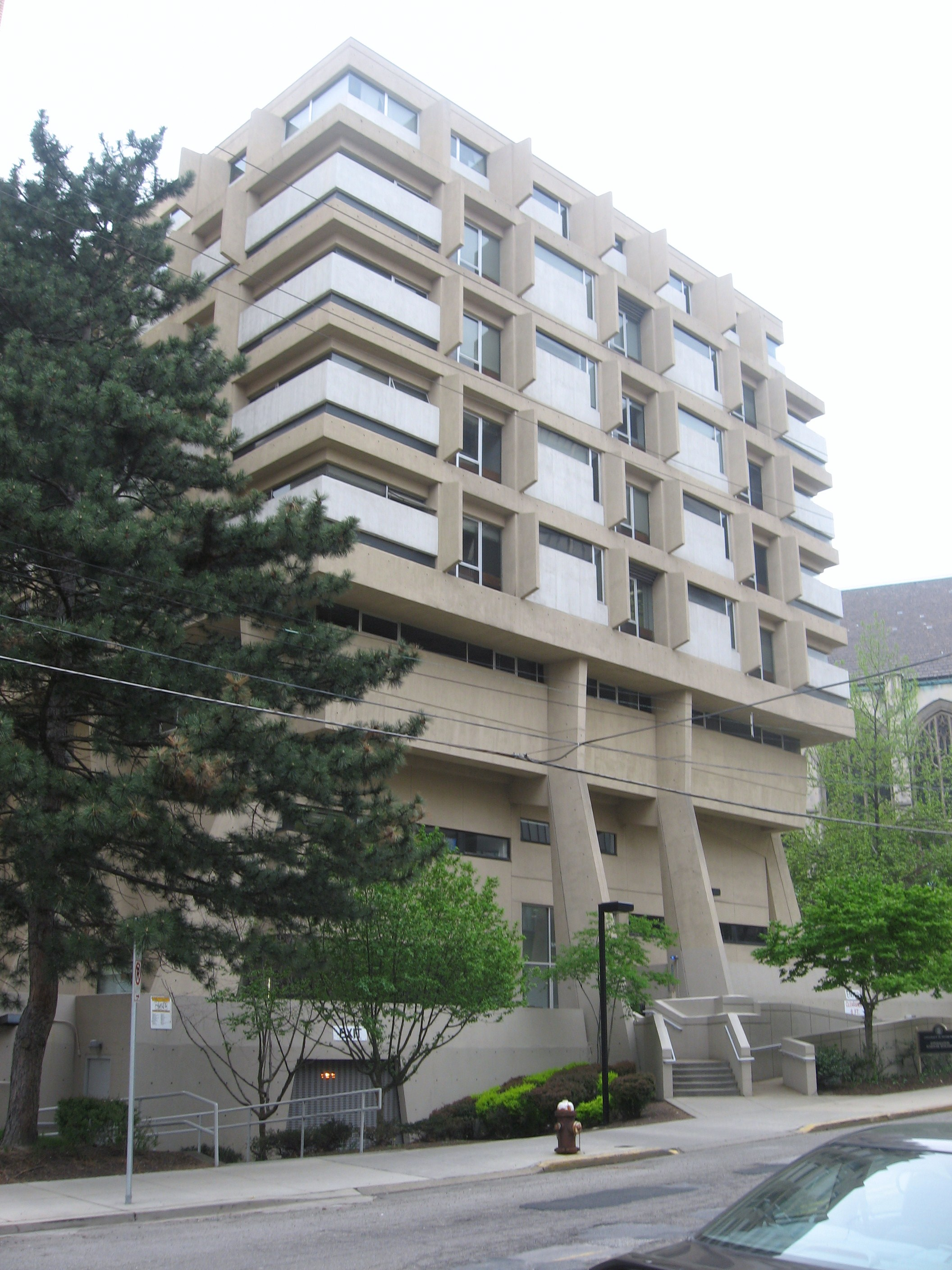
ساختمان دانشکده علوم اطلاعات دانشگاه پیتسبورگ
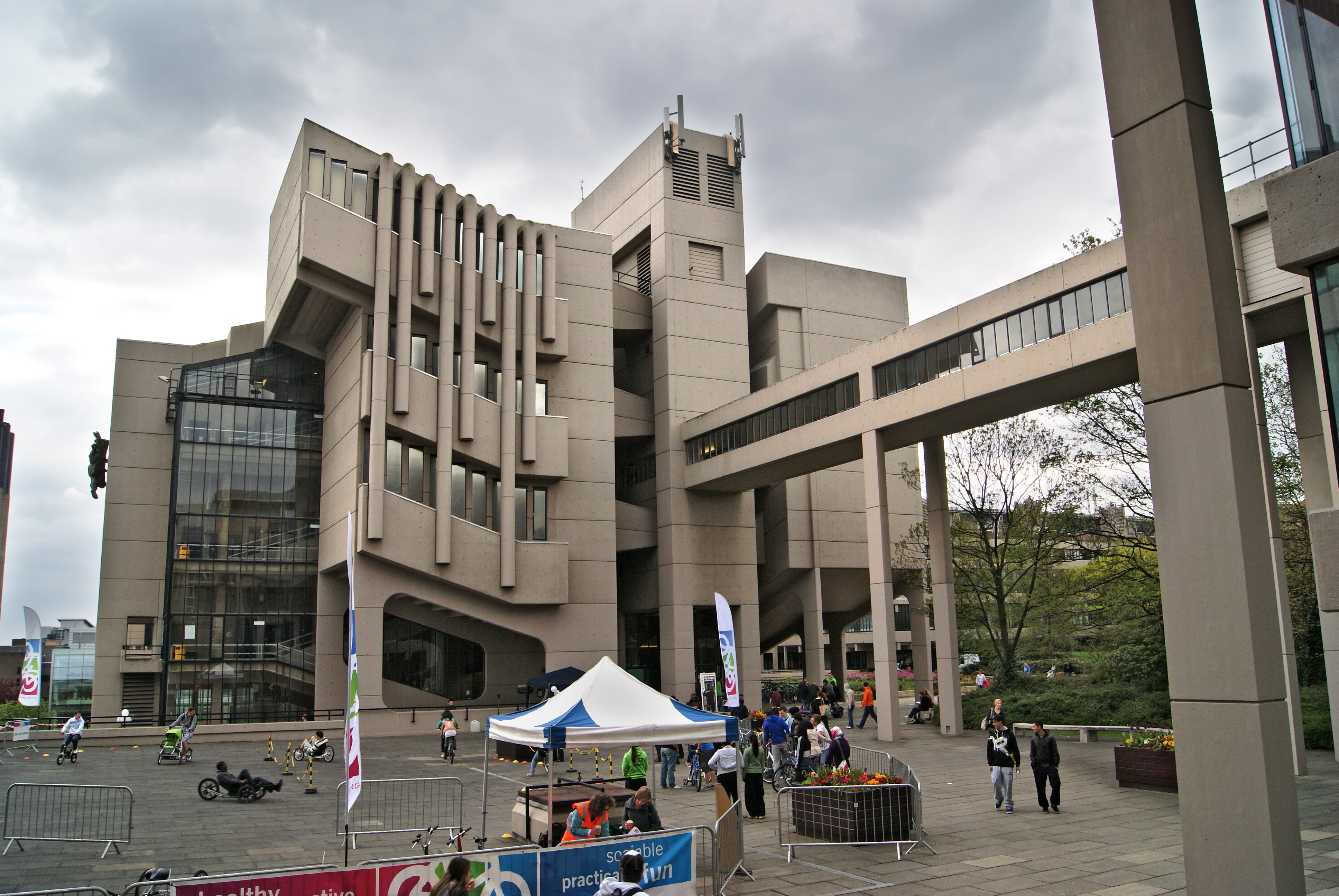
ساختمان راجر استیونز در دانشگاه لیدز، قطعه مرکزی مجموعه بزرگی از ساختمان‌های بروتالیستی است که توسط مسیر های هوایی به هم متصل شده‌اند
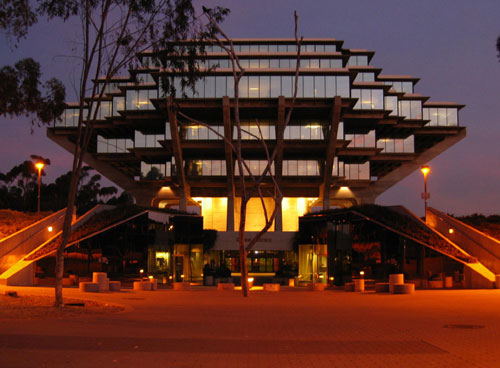
کتابخانه گایزل، دانشگاه کالیفرنیا، سن دیگو، یکی از مشهورترین نمونه‌های معماری بروتالیستی است که در تعدادی از فیلم‌های علمی-تخیلی به نمایش درآمده است
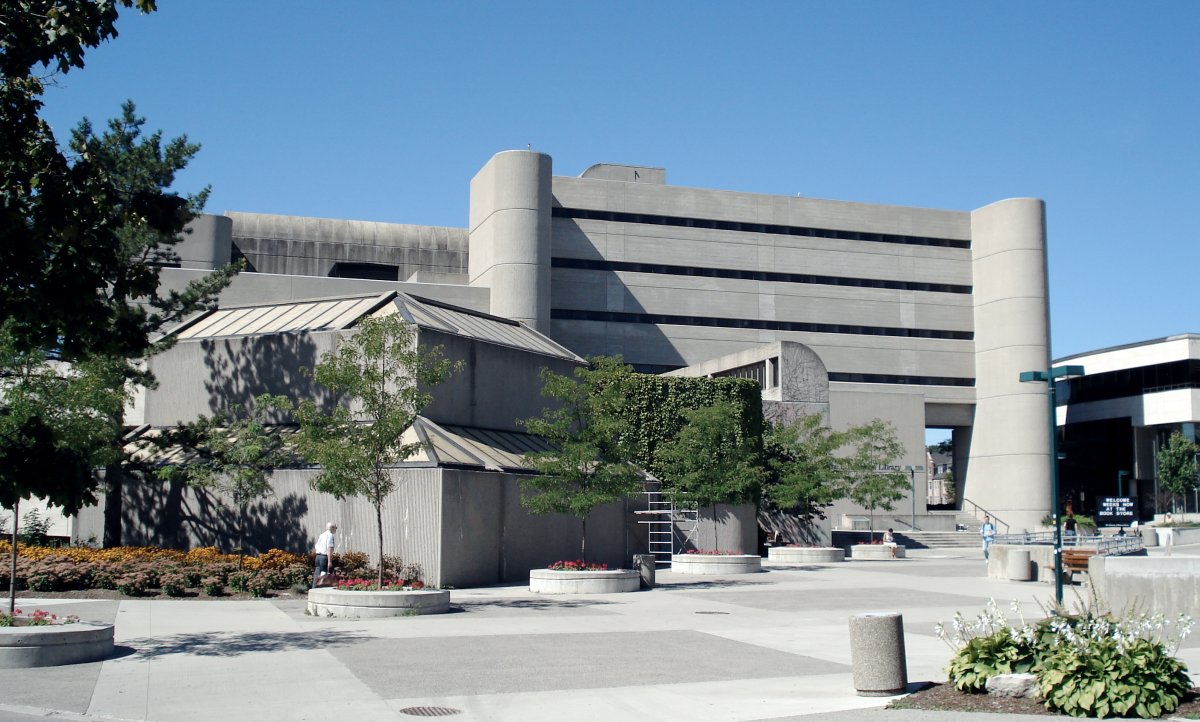
.دی .بی کتابخانه ولدون در دانشگاه وسترن انتاریو
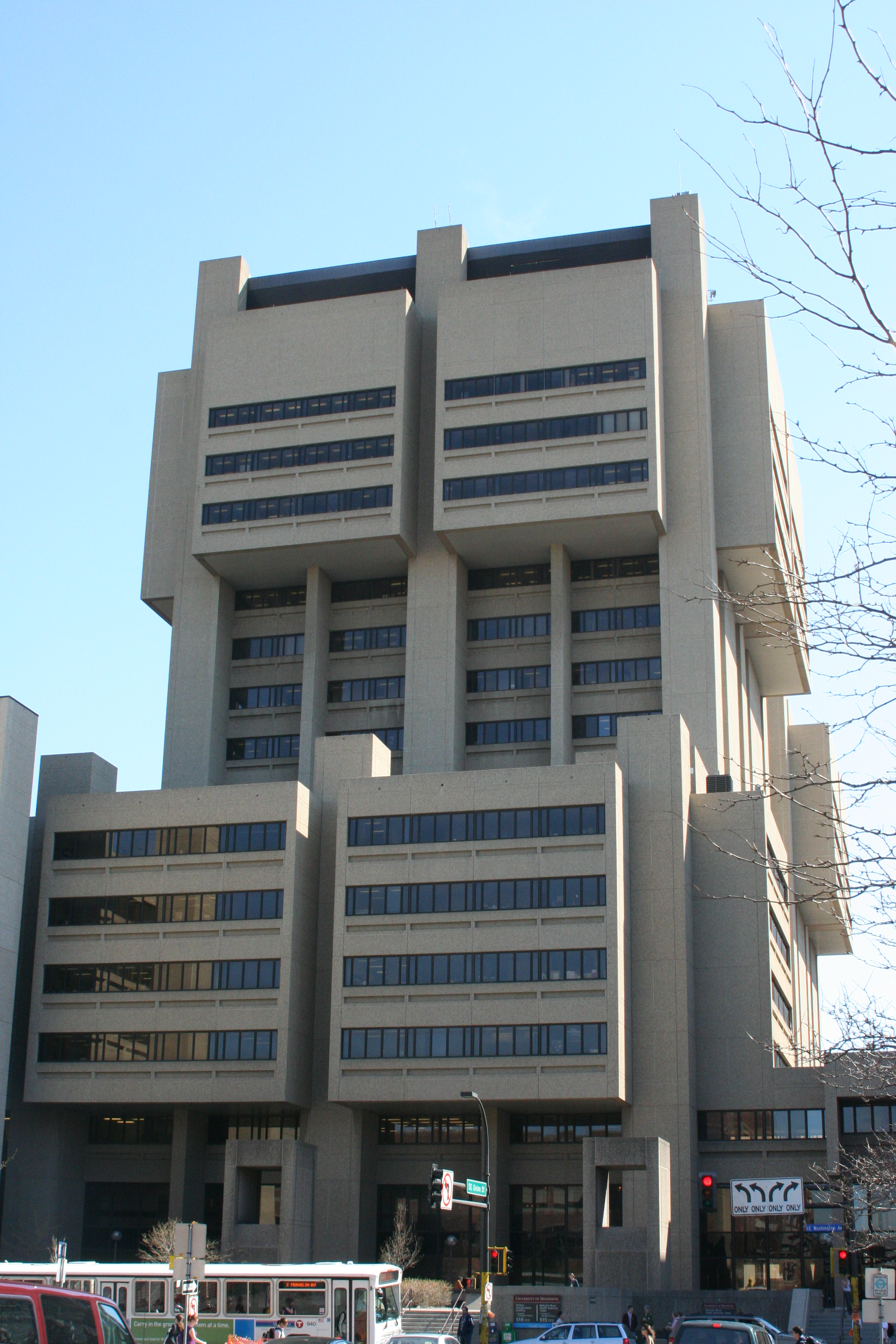
برج علوم پزشکی مالکوم موس در پردیس شهرهای دوقلو دانشگاه مینه‌سوتا
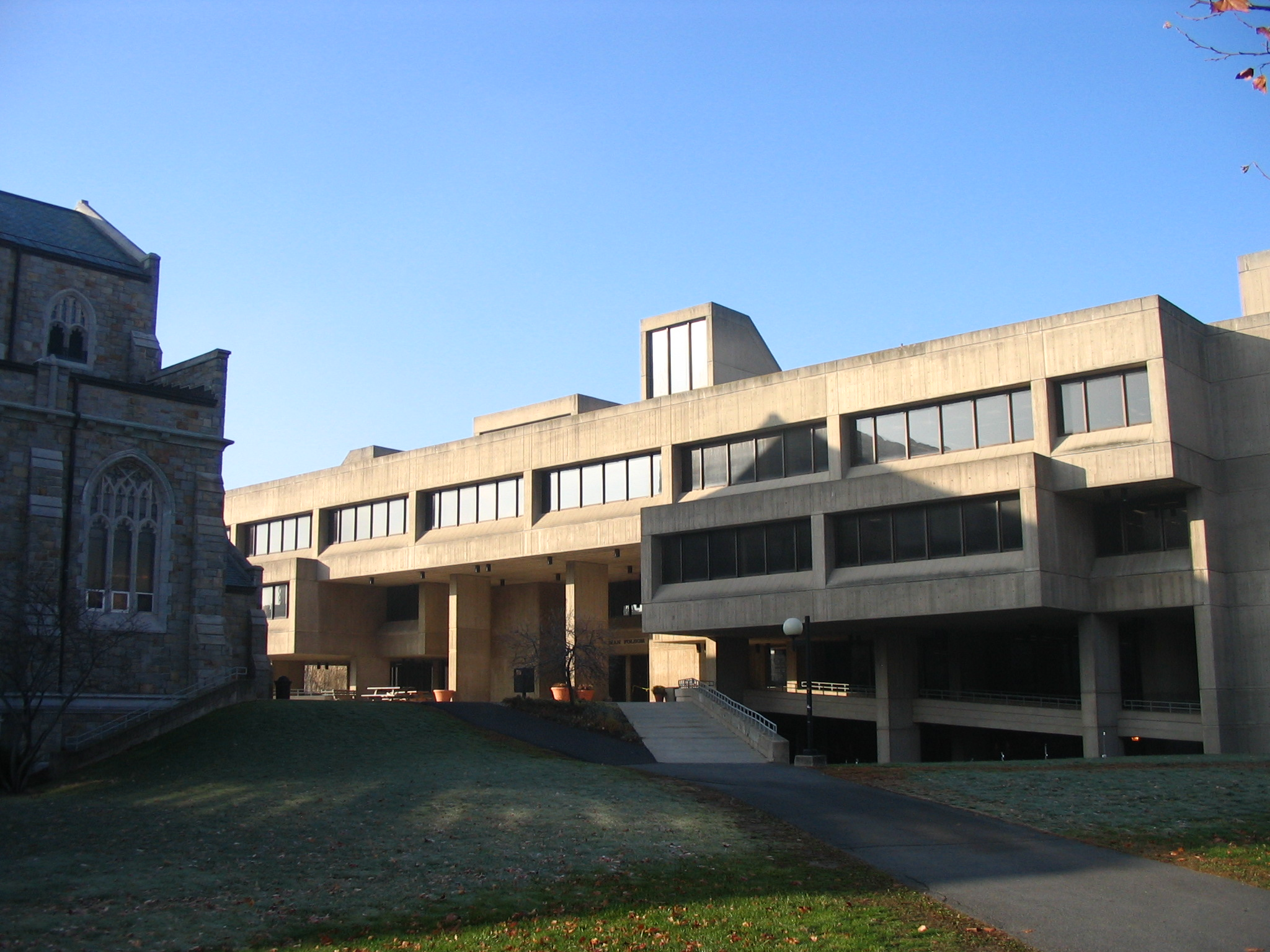
کتابخانه فولسوم، مؤسسه پلی‌تکنیک رنسلیر
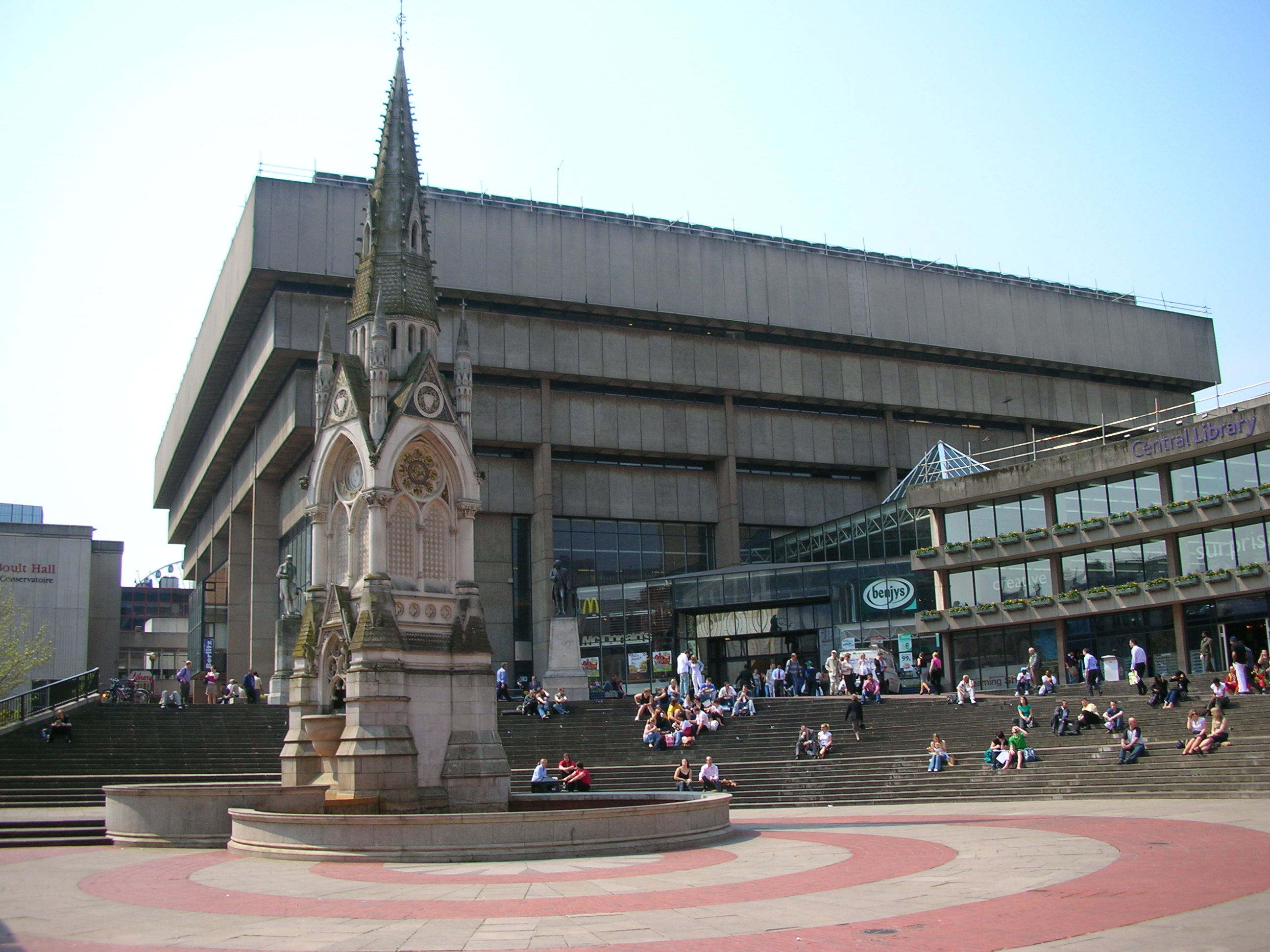
ساختمان کتابخانه مرکزی بیرمنگام، بیرمنگام، انگلستان، بریتانیا
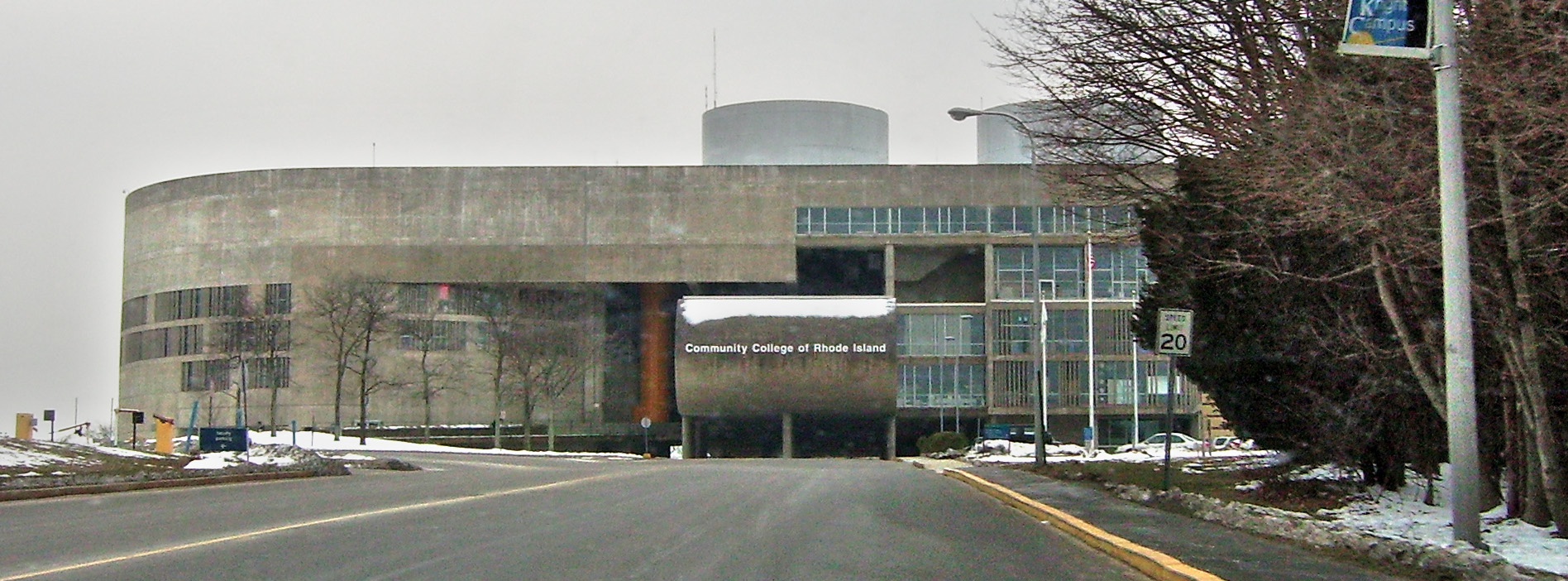
ساختمان پردیس نایت، کالج جامعه رود آیلند در واریک، رود آیلند
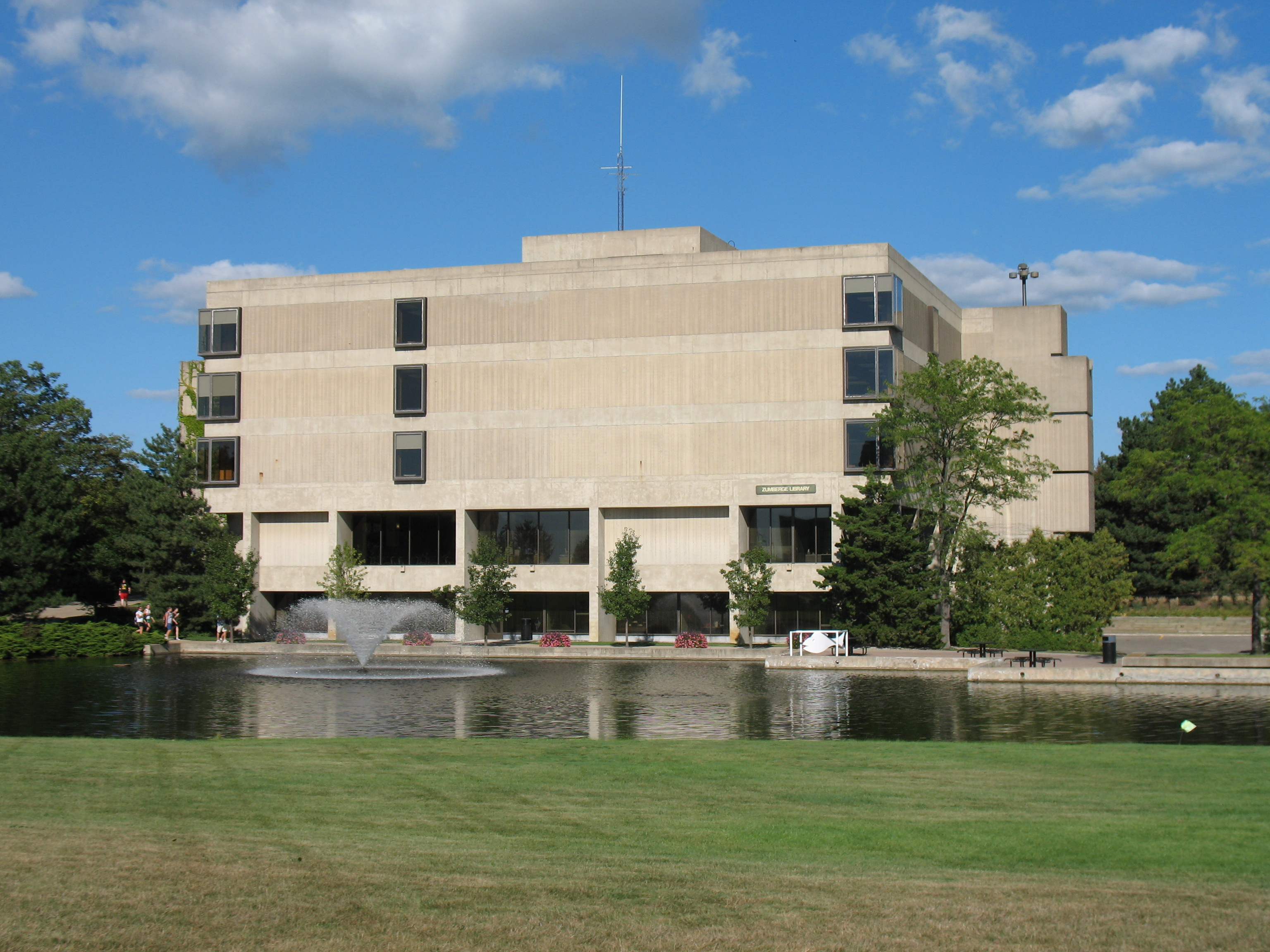
کتابخانه زومبرج، پردیس آلندل، دانشگاه ایالتی گرند ولی
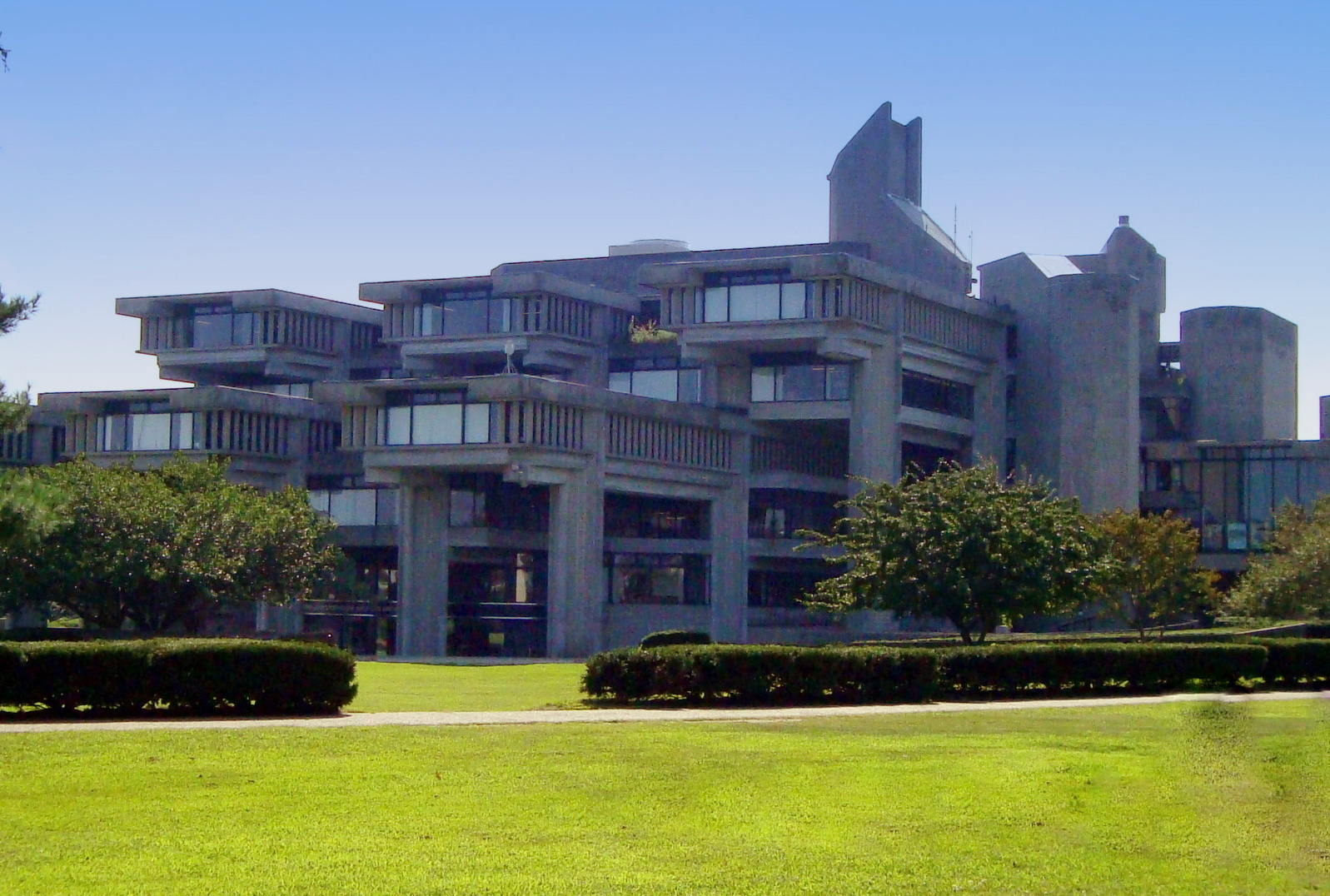
کتابخانه کلیر تی کارنی، دانشگاه دارتموث ماساچوست
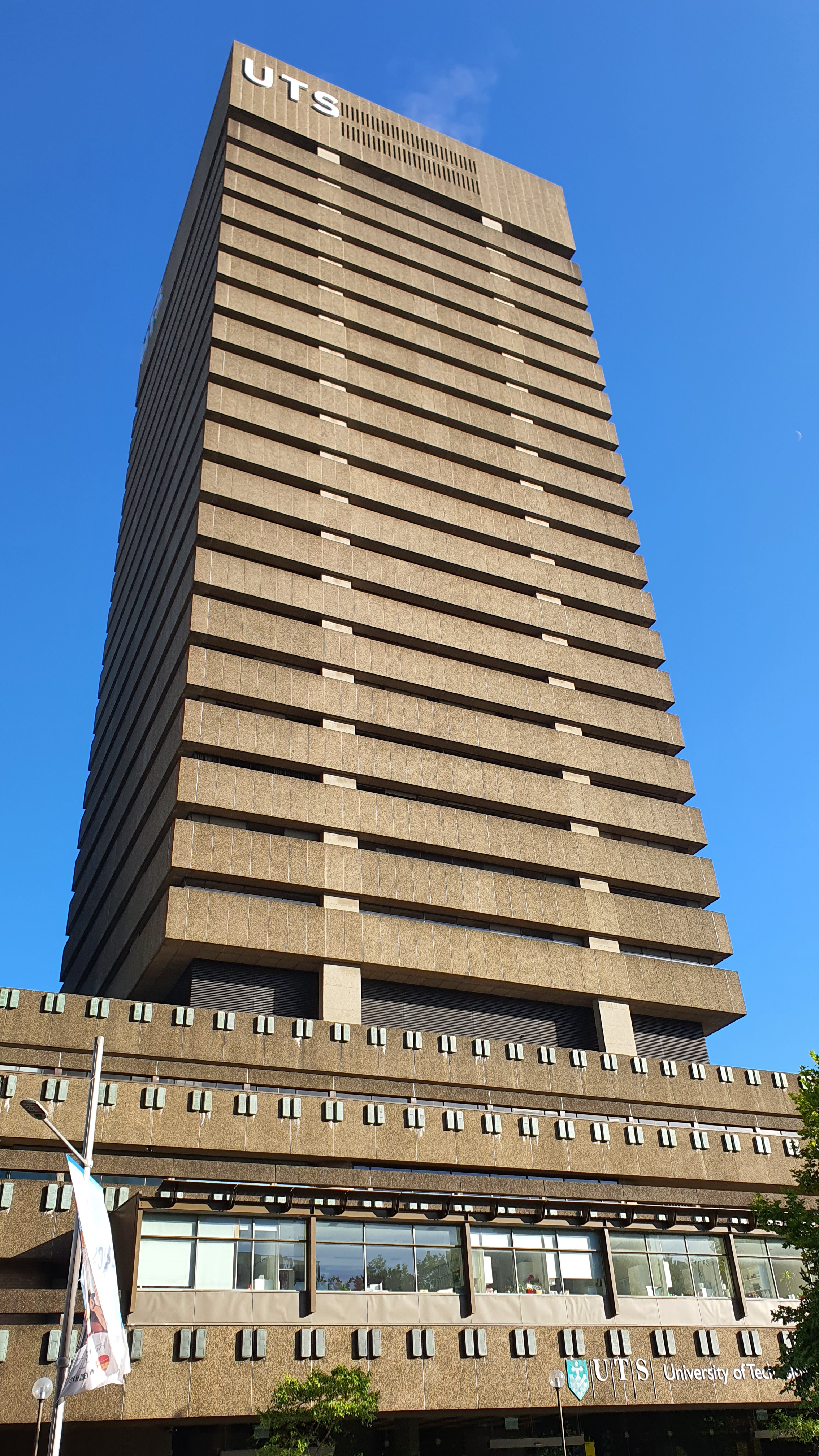
نمای سمت چپ برج دانشگاه فناوری سیدنی